# Asplenium gravesii
Asplenium gravesii är en svartbräkenväxtart som beskrevs av William Ralph Maxon. Asplenium gravesii ingår i släktet Asplenium och familjen Aspleniaceae. Inga underarter finns listade.